# Jelševec, Krško
Jelševec je naselje v Občini Krško.